# Darko Glavan
Darko Glavan (Rijeka, 29. lipnja 1951. – Varaždin, 13. srpnja 2009.) bio je hrvatski povjesničar umjetnosti i glazbeni kritičar.

## Životopis
Rođen je u Rijeci gdje je pohađao osnovnu i srednju školu. Diplomirao je na Odsjeku povijesti umjetnosti i komparativne književnosti na Filozofskom fakultetu u Zagrebu, gdje je 1989. – 1993. predavao na Odsjeku muzeologije.
Od 1978. godine (s kraćim prekidom 1995. – 2003.) radi kao kustos u Muzeju Mimara i kasnije kao voditelj odnosa s javnošću. Autor je desetak međunarodnih i stotinjak nacionalnih izložbi s područja slikarstva, stripa, fotografije i grafičkog dizajna. Njegov interes na području likovne umjetnosti bili su novi mediji i masovna kultura, osobito strip, plakat i dizajn (naročito u početku profesionalne karijere).
Kao glazbeni kritičar pojavio se još kao student u jesen 1969. s prvim tekstovima u kultnom zagrebačkom glazbenom časopisu Pop Express, gdje ga je primio urednik Veljko Despot.

## Djela
- "Punk", Dečje novine, Gornji Milanovac, 1980.
- "Ništa mudro", suautor Dražen Vrdoljak, Zagreb, 1981.
- "The Rolling Stonnes - Rock'n'Roll Babilon", suautor Hrvoje Horvat, Šareni dućan, Koprivnica, 1998., ISBN 953-6683-01-6
- "Sve je lako kad si mlad", suautor Hrvoje Horvat, Minerva, Europa press holding, Zagreb, 2000., ISBN 953-6377-06-3
- "Milan Trenc: retrospektiva: strip, ilustracija, film", Galerija Klovićevi dvori, Zagreb, 2005., ISBN 953-6776-74-X

## Nagrade i priznanja
- Dodijeljena mu je nagrada Crni mačak 2003. godine.[4]
- Godine 2010. postumno mu je dodijeljena nagrada Porin za životno djelo.[5]

## Ostalo
- "Druga strana rock and rolla" kao sudionik dokumentarca (postumni rad) (2010.)